# جفرسون چارلز دی سوزا پینتو
جفرسون چارلز دی سوزا پینتو (به پرتغالی: Jefferson Charles de Souza Pinto) هافبک اهل برزیل است که در شهر ریودو ژانیرو و در تاریخ ۲۸ مارس ۱۹۸۲ به دنیا آمده‌است.
جفرسون چارلز دی سوزا پینتو در تیم‌های فوتبال Criciúma سابقهٔ حضور دارد.